# Histoire d'un homme véritable (opéra)

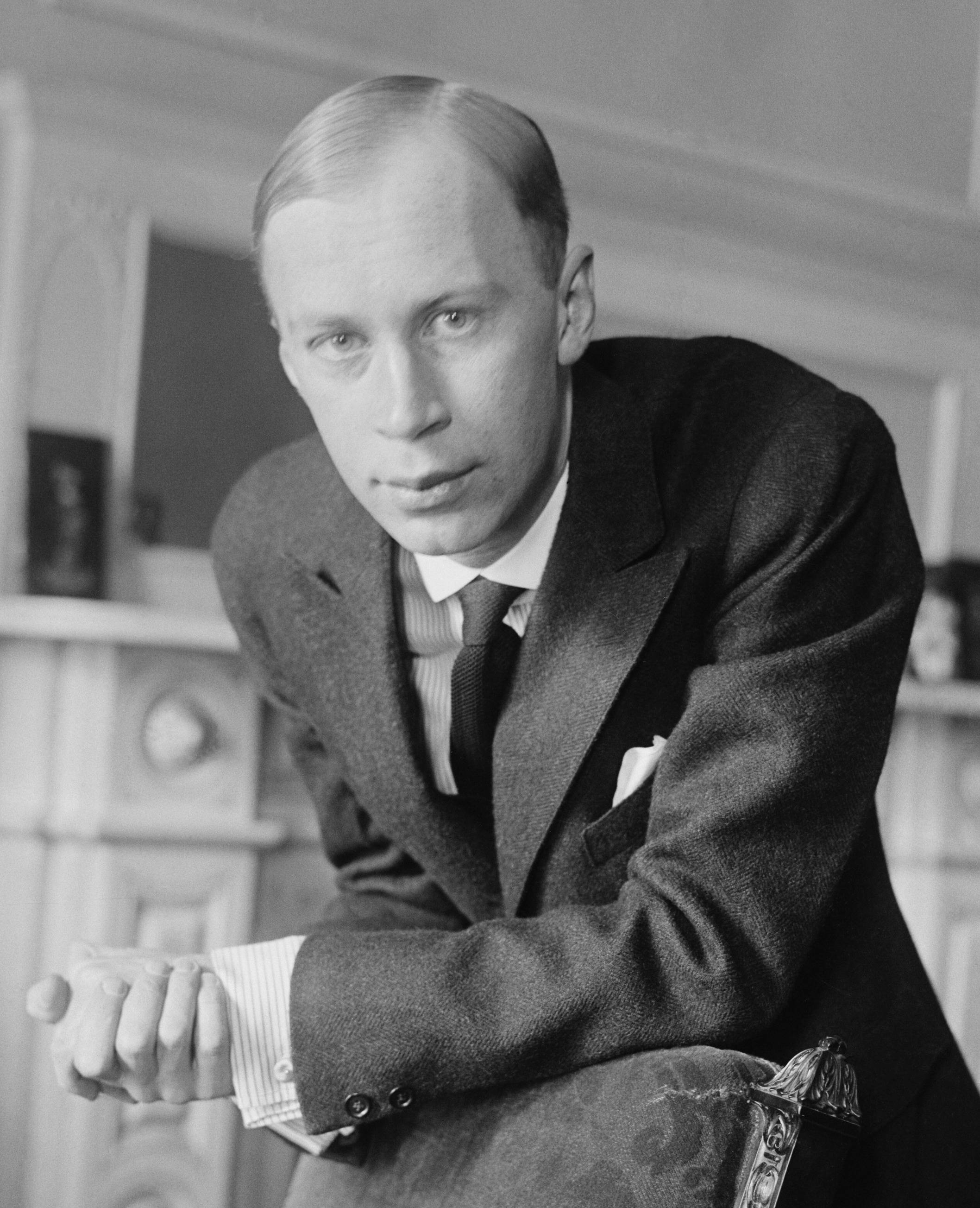
Prokofiev autour de 1918

Histoire d'un homme véritable (en russe : повесть о настоящем человеке, povest’ o nastoïachtchem tcheloveke) opus 117 est un opéra en quatre actes de Serge Prokofiev sur un livret du compositeur et de Mira Mendelssohn son épouse d'après le livre de Boris Polevoï sur le pilote russe Maressiev, as de la Seconde Guerre mondiale. Il est créé le 3 décembre 1948 mais retiré de l'affiche sur ordre de Jdanov, l'ouvrage par sa déclamation chantée étant qualifié par les autorités soviétiques d'« anti-populaire ». L'opéra est remanié en trois actes et créé le 7 octobre 1960 à Moscou.

## Distribution
| Rôle                            | Voix            | Première, version en 4 actes (sans public) 3 décembre 1948 (Chef d'orchestre : Boris Khaïkine) Léningrad, Kirov | Première, version remaniée en 3 actes 7 octobre 1960 (Chef d'orchestre : Mark Ermler) Moscou, Bolchoï |
| ------------------------------- | --------------- | --- | --- |
| Alexeï Maressiev, pilote        | baryton         | | Evgueni Kibkalo                                                                                       |
| Andreï Djegtyarenko, pilote     | basse           | | Gueorgui Pankov                                                                                       |
| Klaudia Mikhaïlovna, infirmière | contralto       | | Kira Leonova                                                                                          |
| Konstantin Koukouchkine, pilote | ténor           | | Alexeï Maslennikov                                                                                    |
| Grand-père Mikhaïlo             | ténor           | | Gueorgui Choulpine                                                                                    |
| Olga, fiancée d'Alexeï          | soprano         | | Glafira Deomidova                                                                                     |
| Commissaire Semion Vorobiev     | baryton / basse | | Artur Eizen                                                                                           |
| Zinotchka                       | soprano         | | Maria Zvenzdina                                                                                       |
| Varya                           | mezzo-soprano   | | Margarita Miglau                                                                                      |
| Sergent Vassilievitch           | basse           | | Mark Rechetine                                                                                        |
| Grand-mère Vassilissa           | contralto       | | Vera Smirnova                                                                                         |

## Analyse de l'œuvre

### Premier acte
En 1942. L'aviateur Alexeï Meressiev est abattu derrière les lignes ennemies. Sévèrement blessé aux jambes, il parvient dans une forêt enneigée où se sont réfugiés les habitants d'un village voisin incendié par les Allemands. Il est trouvé par des garçons et soigné par les paysans qui préviennent son unité de l'autre côté des lignes. Alekseï est gravement malade. Son ami l'aviateur Andreï Djegtiarenko est venu le chercher et le transporte vers un hôpital à Moscou.

### Deuxième acte
La gangrène a obligé les médecins à amputer les deux jambes d'Alexeï qui, en proie au délire, croit sa vie terminée. Il est aidé par son voisin d'hôpital, un vieux commissaire bolchévique, grièvement blessé et mourant. Le commissaire lui raconte l'histoire d'un aviateur russe qui, après avoir perdu un pied lors de la Première Guerre mondiale, a réappris à voler. Grâce au soutien du commissaire (« Tu es un homme soviétique, » dit-il à Alexeï), du camarade Koukouchkine et de l'infirmière Klavdia, Alexeï reprend courage. Le commissaire meurt de ses blessures et il est célébré par la suite comme « un vrai homme » ou un « homme véritable ».

### Troisième acte
Alexeï s'adresse à sa fiancée Olga dans ses pensées. Il se jure de ne lui écrire que lorsqu'il pourra à nouveau piloter un avion. Lors d'une fête précédant le départ de l'hôpital, Alekseï danse malgré ses prothèses. Les médecins, impressionnés, promettent de l'aider à retourner dans l'aviation.
On entend le chœur des soldats qui vont défendre Stalingrad.
Alekseï est reparti au combat. Presque en panne d'essence, il réussit à rejoindre l'aérodrome et à se poser. Il est prêt maintenant à écrire à Olga, mais c'est inutile car elle est venue le retrouver au front. Elle était au courant de tout, et son amour pour Alekseï n'en est devenu que plus fort.